# Danh sách câu lạc bộ bóng đá ở Andorra
Đây là danh sách tất cả các câu lạc bộ thi đấu ở hệ thống các giải bóng đá Andorra, dưới sự điều hành của Liên đoàn bóng đá Andorra chia thành hai cấp độ bóng đá nghiệp dư:
- Hạng nhất (8 đội)
- Hạng nhì (15 đội)

FC Andorra khi thi đấu ở các giải của Andorra mà thi đấu ở các giải của Tây Ban Nha
Các đội bóng in đậm là 8 đội bóng vô địch Giải hạng nhất, Cúp quốc gia và Siêu cúp quốc gia.

## Hạng nhất
| Đội bóng              | Địa điểm                                 |
| UE Santa Coloma       | Santa Coloma d'Andorra, Andorra la Vella |
| FC Santa Coloma       | Santa Coloma d'Andorra, Andorra la Vella |
| UE Sant Julià         | Sant Julià de Lòria                      |
| FC Lusitanos          | Andorra la Vella                         |
| FC Encamp             | Encamp                                   |
| FC Ordino             | Ordino                                   |
| Inter Club d'Escaldes | Escaldes-Engordany                       |
| UE Engordany          | Escaldes-Engordany                       |

## Hạng nhì
| Đội bóng                                                    | Địa điểm                       |
| FC Rànger's                                                 | Andorra la Vella               |
| CE Principat                                                | Andorra la Vella               |
| Casa Estrella del Benfica                                   | Andorra la Vella               |
| FS La Massana                                               | La Massana                     |
| Atlètic Club d'Escaldes                                     | Escaldes-Engordany             |
| CE Jenlai                                                   | Escaldes-Engordany             |
| Penya Encarnada d'Andorra                                   | Andorra la Vella               |
| UE Extremenya (còn gọi là FC Cerni hoặc FC Francfurt Cerni) | La Massana                     |
| FC Santa Coloma B                                           | Santa Coloma, Andorra la Vella |
| UE Santa Coloma B                                           | Santa Coloma, Andorra la Vella |
| FC Lusitanos B                                              | Andorra la Vella               |
| UE Sant Julià B                                             | Sant Julià de Lória            |
| FC Ordino B                                                 | Ordino                         |
| FC Encamp B                                                 | Encamp                         |
| UE Engordany B                                              | Escaldes-Engordany             |

## Câu lạc bộ đã giải thể
| Đội bóng                                         | Địa điểm                           |
| Constel·lació Esportiva                          | Andorra la Vella                   |
| Sporting Club d'Escaldes                         | Escaldes-Engordany                 |
| Spordany Juvenil                                 | Escaldes-Engordany                 |
| FC Andorra Veterans                              | Andorra la Vella                   |
| FC Aldosa (còn gọi là Montanbaldosa)             | L'Aldosa de la Massana, La Massana |
| CE Benito                                        | Sant Julià de Lòria                |
| FC Engolasters (còn gọi là Joieries Aurum)       | Engolasters, Escaldes-Engordany    |
| Gimnàstic Valira (còn gọi là Assegurances Doval) | ?                                  |
| UE Les Bons                                      | Les Bons, Encamp                   |
| Costruccions Emprimo                             | ?                                  |
| Magatzems Lima                                   | La Massana                         |
| Racing d'Andorra                                 | Andorra la Vella                   |